# Lega Socialista Rivoluzionaria
In Italia la Lega Socialista Rivoluzionaria (poi Socialismo Rivoluzionario)  è un'organizzazione che si rifà alla corrente internazionale di pensiero Utopia socialista che oggi si chiama Corrente Umanista Socialista.

## Storia
In Italia, alla fine dell'Ottocento, cominciò a formarsi una corrente socialista rivoluzionaria che iniziò a distinguersi sia dall'anarchismo insurrezionale sia dal socialismo riformista e dall'operaismo milanese. Nell'estate del 1881, per opera di Andrea Costa, venne costituito il Partito Socialista Rivoluzionario di Romagna, poi Partito Socialista Rivoluzionario Italiano, ma ebbe una scarsa influenza e una vita breve, se pure significativa. Nel 1891, a Capolago (Svizzera) si svolse il Congresso dei socialisti anarchici rivoluzionari, che scaturì nelle rivolte del 1º maggio.  Con il nuovo secolo la corrente socialista rivoluzionaria italiana albergò all'interno del PSI e del sindacalismo rivoluzionario, senza però mai diventare un'area organizzata o chiaramente riconoscibile. Per il socialismo rivoluzionario, tra gli altri, passò anche lo stesso Benito Mussolini, prima della sua virata interventista nel 1914.
L'organizzazione nasce negli anni settanta caratterizzandosi subito per la propria indipendenza tanto dalla tradizione togliattiana del PCI, che da quella del trotskismo italiano, corrente internazionale alla quale si rifaceva. Inizialmente prende il nome di Lega Socialista Rivoluzionaria iniziando ad operare a Napoli per espandersi rapidamente su tutto il territorio nazionale. Nel 1990 ad Assisi con un congresso fondativo diviene Socialismo Rivoluzionario, nome che ancora la caratterizza. Il percorso di rinnovamento teorico e costruttivo intrapreso porta l'organizzazione a superare progressivamente l'originario riferimento trotskista e marxista rivoluzionario classico per fondare un'organizzazione che si caratterizza per una ricerca ed un impegno rivoluzionario umanista e socialista, alternativo come fini e metodi alla tradizione politica dell'estrema sinistra italiana. Ad oggi SR ha alcune sedi in Italia.